# Енред
Енред (*Eanred, д/н — бл. 841) — король Нортумбрії у 810—840/841 роках.

## Життєпис
Був сином короля Ердвульфа. У 806 році після заколоту проти останнього на чолі із Ельфвалдом втік разом з батьком до Франкської імперії. У 808 році повернувся до Нортумбрії й став співкоролем з Ердвульфом. У 810 році після смерті батька стає одноосібним королем.
Про час володарювання відомо замало. Почастішали напади данів й норманів на узбережжя Нортумбрії. Водночас постійні повстання та боротьба за владу погіршило економічну ситуацію. Для вирішення фінансових проблем король наказав карбувати монету з меншим вмістом срібла, що отримали назви скита. Спочатку мали 15—40 % срібла, згодом зменшено до 5—15 %.
У 829 році проти Нортумбрії виступив Егберт, король Вессексу. Енред зустрів супротивника біля місця Дора (неподалік від сучасного м. Шефілд), проте битви не відбулося. Укладено мирний договір, за яким нортумбрійський король визнав зверхність Вессексу.
Вважається, що Енред помер у 840 або 841 році. Йому спадкував син Етельред II.